# Рорбак-ле-Дьёз
Рорба́к-ле-Дьёз (фр. Rorbach-lès-Dieuze) — коммуна во французском департаменте Мозель региона Лотарингия. Относится к кантону Дьёз.

## Географическое положение
Рорбак-ле-Дьёз расположен в 60 км к юго-востоку от Меца. Соседние коммуны: Кюттен и Лостроф на севере, Лудрефен на северо-востоке, Бель-Форе на юго-востоке, Германж на юго-западе, Зомманж на западе, Бидестроф на северо-западе.

## История
- Бывшее владение аббатства Вергавиль в 966 году.
- Позже — феод лотарингского сеньората де Дьёз.
- Во время Первой мировой войны окрестности деревни стали местом т.н. „битвы под Рорбаком“ 17 августа 1914 года, когда германская артиллерия атаковала французских гусар.

## Демография
По переписи 2008 года в коммуне проживало 54 человека.	

## Достопримечательности
- Церковь Сен-Жан-Батист, 1859 года, колокольня 1907 года, хоры XVIII века.